# 6948 Gounelle
6948 Gounelle eller 1981 ET22 är en asteroid i huvudbältet som upptäcktes den 2 mars 1981 av den amerikanska astronomen Schelte J. Bus vid Siding Spring-observatoriet. Den är uppkallad efter Matthieu Gounelle.
Asteroiden har en diameter på ungefär 4 kilometer och den tillhör asteroidgruppen Nysa.